# Жалгызагаш (могильники)
Жалгызагаш (каз. Жалғызағаш) — могильники эпохи бронзы, располагающиеся на территории современной Кустанайской области. Находятся близ села Глебовка (Денисовский район) на берегу реки Житикара.
На территории могильника расположена 41 круглая каменная ограда диаметрами 4—4.5 м.
Жалгызагаш впервые был исследован в 1902 году Оренбургской учёной архивной комиссией под руководством А. Л. Аниховского. В 1955 году Кустанайской археологической экспедицией были проведены раскопки четырёх могильников. В ходе раскопок были найдены бусы и браслеты, относящиеся к эпохе ранней бронзы.